# GOOD MORNING & GOOD MUSIC 786・SUPER MEDIO
786・SUPER MEDIO（ナナハチロク スーパー・メディオ）は、エフエム香川で放送されているラジオ番組である。1998年4月6日開始。放送時間は平日 7:30 - 8:55。正式タイトル名は『GOOD MORNING & GOOD MUSIC 786・SUPER MEDIO』（グッドモーニング アンド グッドミュージック ナナハチロク スーパー・メディオ）。

## パーソナリティー

### 現在
- 市川智子（月・火）
- 千葉むつみ（水・木）
- 鍋井佐代美（金）

### 過去
- 丸朋子（月・火）
- 蒲野誠一
- 井川達雄
- 中井今日子

## コメンテーター（金曜のみ）

### 現在
- 漆原光徳（毎週、四国学院大学副学長教授）
- 四国新聞OASIS 芳野編集長（毎月第5週）

### 過去
- 山崎秀雄（ミステリー作家、毎月第1 - 3週）
  - 2014年6月18日に丸亀市の進学塾で当時塾生の女子生徒に猥褻行為を行った為、丸亀警察署に逮捕された。逮捕後は番組ブログから写真が削除され、番組も事実上降板となった。

## タイムテーブル
- 7:30 - オープニング
- 7:35 - HEADLINE NEWS
- 7:40 - Short Short（月）小豆島町（火）三豊市（水）さぬき市（木）琴平町（金）東かがわ市
- 7:45 - WEATHER REPORT
- 7:50 - TRAFFIC INFORMATION
- 8:00 - SUZUKI TODAY'S KEY NUMBER
- 8:09 - ルートインホテルズ 今日のスポーツ
- 8:10 - Honda Smile Mission
- 8:25 - （火）瀬戸内しまラジ!
- 8:30 - （第1・3木）くらし何でもエージェント
- 8:35 - HEADLINE NEWS
- 8:40 - 今日のCLOSE UP
- 8:50 - エンディング

## テーマ曲
- Paris match「Brand-new chocolate logic」(2018年4月現在)